# San Lorenzo Martire (Verolanuova)

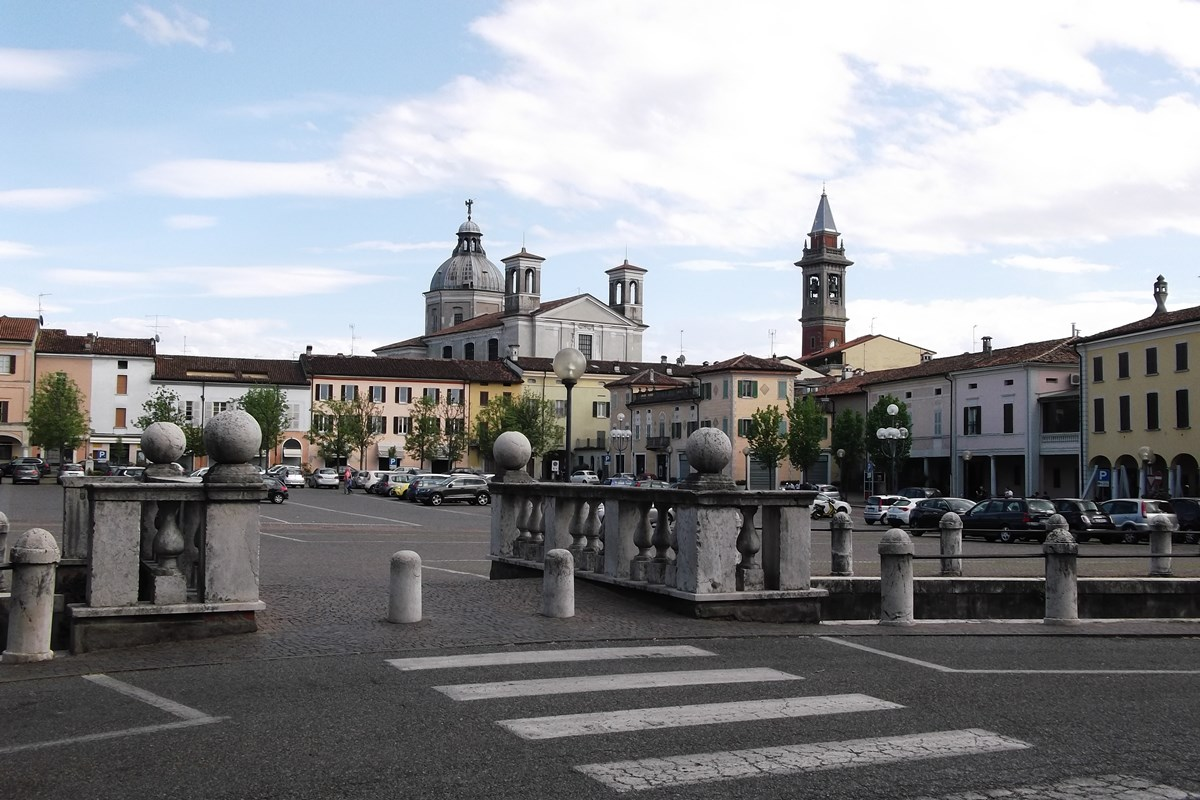
Blick von der Piazza della Libertà Verolanuova

San Lorenzo Martire (deutsch St. Laurentius Märtyrer), auch bekannt als die Basilica San Lorenzo Diacono Martire, ist die Pfarrkirche von Verolanuova in der Lombardei. Die Kirche des Bistums Brescia aus dem 17. Jahrhundert wurde 1971 in den Rang einer Basilica minor erhoben.

## Geschichte
Die Kirche wurde im höchsten Teil von Verolanuova im 16. Jahrhundert an der Stelle errichtet, an der sich ein kleines Oratorium von Flagellanten und ein weiteres kleines Sakralgebäude befanden, das nach Santa Maria del Suffragio benannt war.
Ein Teil des heutigen Gebäudes bewahrt Fragmente der ursprünglichen Kirche. In der ersten Kapelle rechts tragen die Fresken an der Wand die Jahreszahl 1522 in römischen Ziffern und stellen ein Altarbild mit der hl. Katharina dar, flankiert von der hl. Lucia und der hl. Apollonia.
1534 erhob Papst Paul III. die Kirche zur Stiftskirche.

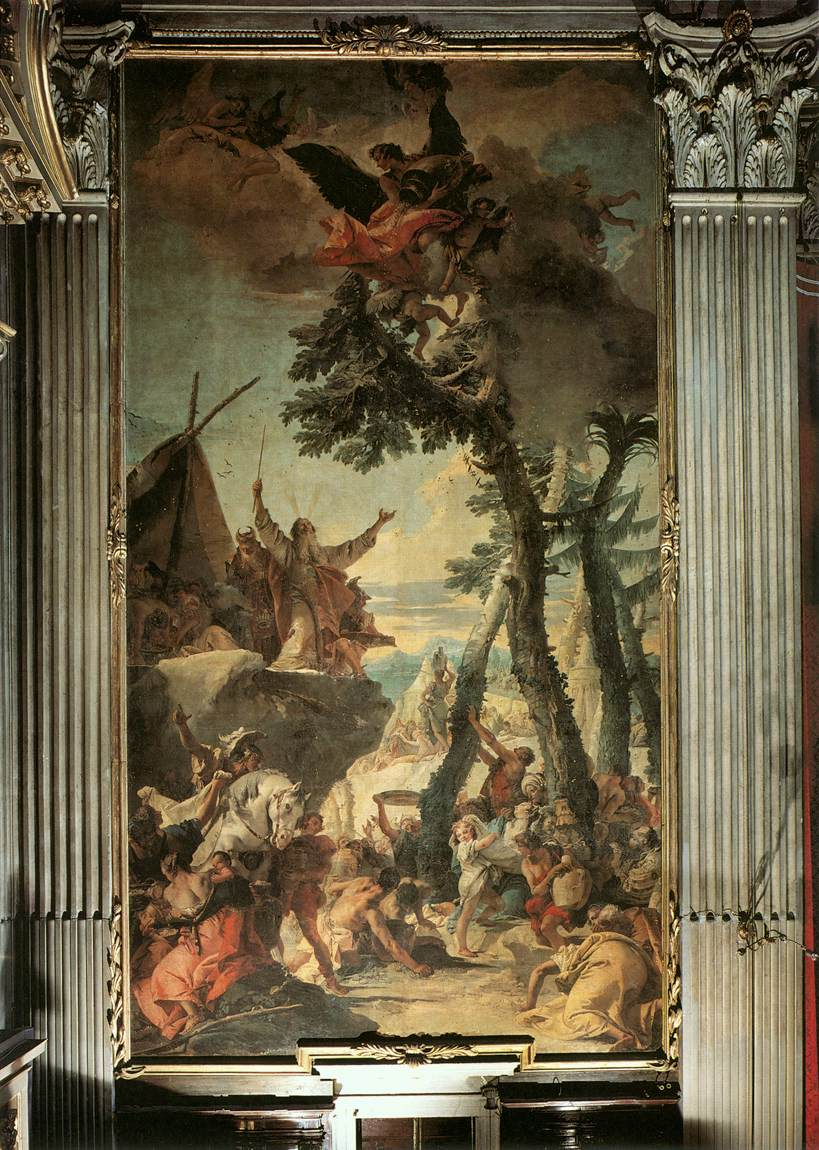
Giambattista Tiepolo, la Fall des Mannas.

Die Grundsteinlegung des neuen Gebäudes fand 1633 im Beisein religiöser und ziviler Persönlichkeiten, unter ihnen die Grafen Gambara, statt. Der Bau war zum Teil die Erfüllung eines Gelübdes anlässlich der Pestepidemie und erfolgte weiterhin auf den dringenden Hinweise von Kardinal Karl Borromäus während eines Pastoralbesuchs im Jahr 1580. Bereits bei dieser Gelegenheit war das damalige Gebäude als nicht mehr angemessen beurteilt worden.
Die feierliche Weihe erfolgte 1647 vom Bischof von Treviso Marco Morosini, zum Gedenken an dieses Ereignis wurde in der Sakristei eine Gedenktafel eingemauert. Im Jahre 1683 wurde der Altarbereich durch kostbare polychrome Marmorbalustraden abgegrenzt.
Im Jahr 1832 wurde im Chor der neue Hochaltar in Marmor mit grünen Schattierungen aufgestellt. Im folgenden Jahrhundert wurde das Innere mit sehr aufwendigen Dekorationen bereichert, die den Einsatz vieler Künstler erforderten, wie die Brüder Cominelli aus Manerbio, Roberto Galperti und Benedetto Lò aus Verona und Gaetano Cresseri aus Brescia.
Der Glockenturm wurde 1909 errichtet. 1971 erhob Papst Paul VI. die Kirche in den Rang einer Basilica minor.

## Bauwerk
Die Fassade ist nicht fertiggestellt und hat ein klassizistisches Aussehen mit einem großen Architravportal und einem großen dreieckigen Giebel mit kleinen seitlichen Glockentürmen. Das Innere besteht aus einem einzigen Längsschiff mit Querschiff auf dem Grundriss eines lateinischen Kreuzes. Über der Vierung erhebt sich eine Kuppel mit achteckigem Tambour und Laterne, der Chor schließt mit einer runden Apsis.

## Ausstattung
Der Innenraum mit den Kapellen ist mit vielen Altären und Gemälden ausgestattet. Über dem Hauptportal zeigt sich die Kreuzigung von Ludovico Gallina, auf dem ersten Altar rechts der Schutzengel von Francesco Maffei, auf dem zweiten der Heilige Franz Xaver von Pietro Ricchi, auf dem dritten der Der Fall der Ahnen, ebenfalls von Ricchi. Im rechten Querschiff weiterhin eine Madonna und Heilige von Giovan Battista Trotti und an den Seiten Aufnahme und Geburt von St. Laurentius von Andrea Celesti. Im linken Querschiff Letztes Abendmahl von Maffei und, an den Seiten, Fall des Manna und Opfer des Melchisedek von Giambattista Tiepolo. Wahrscheinlich führte Tiepolo diese Arbeiten vor Ort in einem Zeitraum zwischen 1735 und 1740 aus. In den anderen drei Altären auf der linken Seite des Kirchenschiffs Madonna und Heilige von Pietro Liberi, eine Pietà von Andrea Mainardi und Heilige von Giulio Girelli. Hinter dem Hochaltar das Martyrium des heiligen Lorenz von Celesti, der auch einen Teil des Chores malte.